# Stazione di Leyton Midland Road
La stazione di Leyton Midland Road è una stazione della ferrovia Gospel Oak-Barking situata nel quartiere di Leyton, facente parte del borgo londinese di Waltham Forest.

## Storia

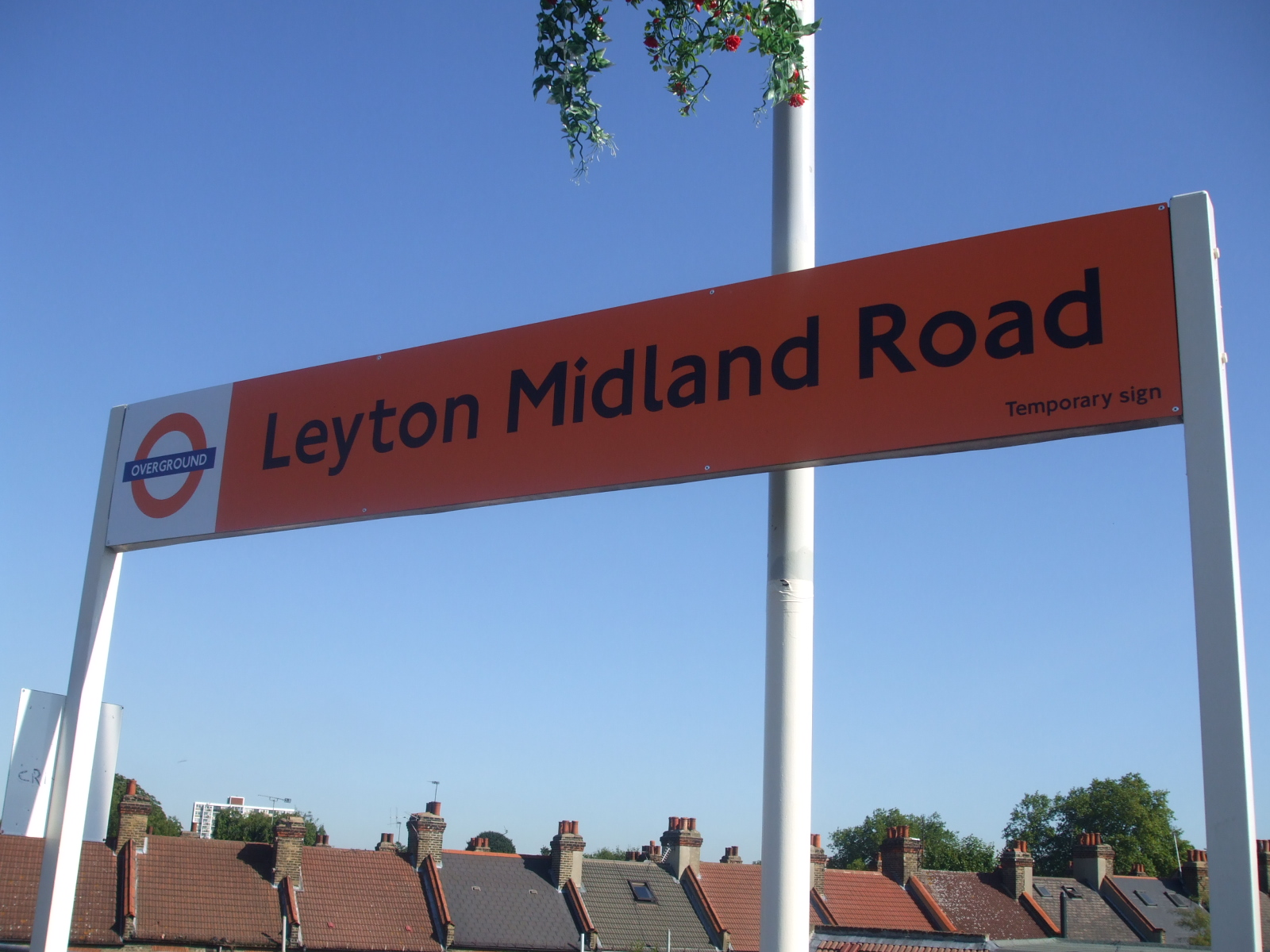
Insegna della stazione della London Overground

La stazione fu aperta come Leyton il 9 luglio 1894, sulla Tottenham and Forest Gate Railway, una linea ferroviaria che andava da South Tottenham fino a Wanstead Park (in seguito prolungata fino a Woodgrange Park.
Il 17 agosto 1915, la stazione fu colpita da tre bombe lanciate da uno Zeppelin L.10 tedesco, che distrussero la biglietteria e una sala da biliardo situate nelle arcate sotto la stazione, e danneggiarono diverse case nei dintorni. Ci furono quattro vittime.
La stazione fu rinominata Leyton Midland Road il 1º maggio 1949. Il deposito merci, situato a breve distanza dalla stazione, chiuse il 6 maggio 1968.  Come a Leytonstone High Road e a Wanstead Park, la biglietteria era situata sotto le arcate del viadotto, ma questa fu demolita negli anni ottanta e una nuova biglietteria fu costruita su Midland Road. Anche questa fu in seguito demolita quando la stazione cessò di essere presidiata.
Leyton Midland Road è passata sotto il controllo della London Overground, insieme al resto della Gospel Oak-Barking, nel novembre 2007 e in questa occasione è stata ristrutturata e riverniciata.
Dal 6 giugno 2016 al 27 febbraio 2017 la linea è rimasta chiusa nel tratto a est di South Tottenham, inclusa la stazione di Leyton Midland Road, per i lavori di elettrificazione della linea. È stato fornito un servizio temporaneo di autobus sostitutivi per la durata dei lavori.

## Strutture e impianti
La stazione ha due piattaforme, una per i treni in direzione ovest verso Gospel Oak e una per i treni in direzione est verso Barking. Non c'è una biglietteria, ma solo macchine emettitrici automatiche. La stazione dispone di personale in servizio durante le ore di funzionamento. Le piattaforme sono raggiungibili solo per mezzo di scale e non sono quindi accessibili a passeggeri con disabilità. L'ingresso è stato dotato di tornelli, ma ha suscitato proteste da parte dei viaggiatori la decisione di chiudere, nel 2013, l'accesso da Midland Road.
Si trova nella Travelcard Zone 3.

## Movimento
La stazione è servita dalla linea Suffragette della London Overground, erogata da Arriva Rail London per conto di Transport for London.

## Interscambi
Nelle vicinanze della stazione effettuano fermata alcune linee automobilistiche, gestite da London Buses.
- Fermata autobus